# USS Harry E. Hubbard (DD-748)

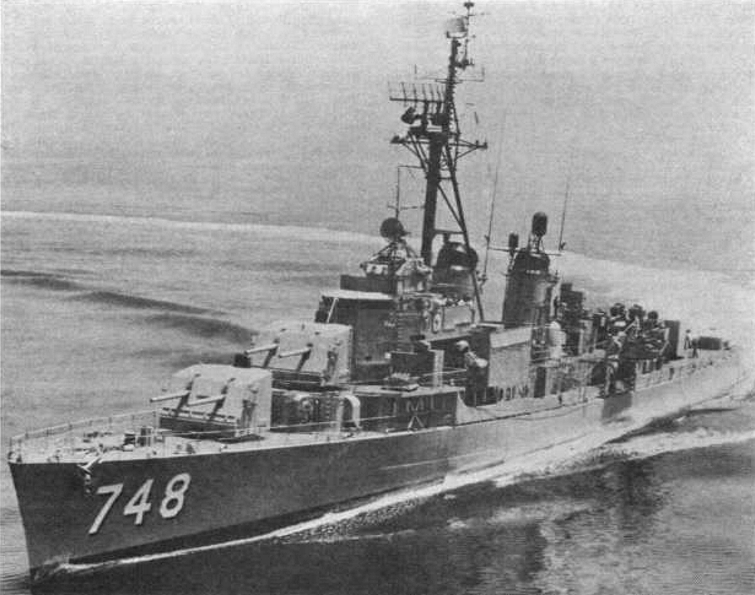
l'USS Harry E. Hubbard en 1966

L’USS Harry E. Hubbard (DD-748) est un destroyer de l’United States Navy appartenant à la classe Allen M. Sumner et nommé d'après le commandant Harry Hubbard (1903–1942). Le Harry E. Hubbard a été mis à l'eau le 24 mars, 1944, par la société Bethlehem Steel, à Staten Island dans l'État de New York. Le navire a été incorporé le 22 juillet 1944, sous le commandant Leonard W. Bailey.

## Seconde Guerre mondiale
Vaisseau amiral de l'escadrille 64, le Harry E. Hubbard a participé à des programmes d'entrainements d'équipages jusqu'à son départ pour Hawaï le 16 janvier 1945. Il stationna à Pearl Harbor jusqu'au 17 avril, quand il partit participer aux combats dans l'Océan Pacifique. Le Hubbard arriva près de l'île d'Okinawa le 8 mai 1945 pour participer à des opérations de surveillance contre les avions kamikaze que les forces du Service aérien de l'Armée impériale japonaise avaient dans la région. Pendant presque deux mois le Harry E. Hubbard lutta contre ces avions, abattant quatre kamikazes qui menaçaient le navire lui-même.
Lorsque les destroyers américains Evans (DD-552) et Hugh W. Hadley (DD-774) eurent été endommagés le 11 mai 1945, lors d'une attaque menée par environ 50 kamikazes, le Harry E. Hubbard fut le premier vaisseau américain à leur porter secours. Il s'est rendu auprès de l’Evans pour aider à lutter contre l'incendie, et pour apporter une assistance médicale. Il aida également le Barry (APD-29) les 24 et 25 mai 1945, en abattant deux avions kamikazes alors qu'il l'escortait. Il abattit notamment un des kamikazes à seulement quelques mètres du bâtiment.